# Russisch-Zweedse oorlogen

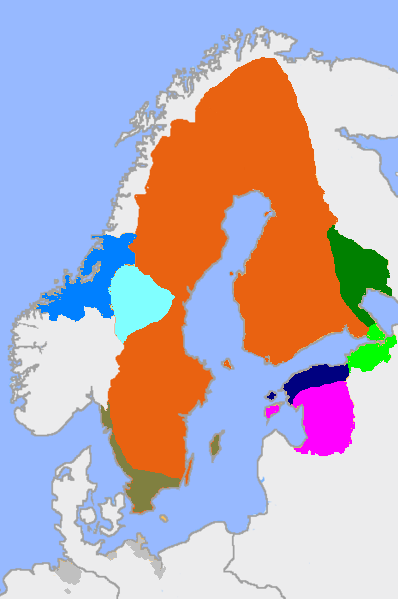
Zweden bereikte zijn grootste omvang in 1658

De Russisch-Zweedse oorlogen zijn een eeuwenlange reeks van militaire conflicten tussen Zweden en het keizerrijk Rusland met de voorlopers Moskovië en Novgorod. De oorlogen bestreken een periode van zo'n zeven eeuwen, van de 12e eeuw tot 1809.

## Zweeds-Novgorodse oorlogen
Na de Zweedse verovering van Finland in de 12e eeuw waren de Russen en Zweden regelmatig in conflict over het Fins-Russische grensgebied. Daarnaast vochten de Russen en Zweden om de controle over de voor de economie belangrijke handel die verliep via vaarroutes door de Oostzee en om de bestuursmacht over havens die toegang tot de Oostzee gaven.

## Russisch-Zweedse oorlogen
In de 17e eeuw werd Zweden een Europese grootmacht dat een groot deel van de gebieden rond de Oostzee in bezit kreeg. Het koninkrijk omvatte delen van het huidige Estland, Letland, Finland en Duitsland. Rusland verloor bijna al zijn bezittingen aan de Oostzee aan Zweden. Eind zeventiende eeuw sloten de toenmalige tsaar van Rusland Peter de Grote, de koning van Denemarken Frederik IV en August II van Saksen en Polen-Litouwen een bondgenootschap om de Zweedse expansiedrift tegen te gaan. Ze begonnen de Grote Noordse Oorlog (1700-1721) en versloegen uiteindelijk de Zweden. Zweden moest bijna al het grondgebied dat binnen haar macht was gebracht weer afstaan. Hiermee kwam er een einde aan het Zweedse imperium en werd Rusland de nieuwe grootmacht in Oost-Europa. Tsaar Peter de Grote stichtte de Russische hoofdstad Sint-Petersburg in 1703 aan de Oostzee in het Fins-Russische grensgebied.
Zweden verloor ook het laatste conflict met Rusland, de Finse Oorlog (1809-1810), en moest daarna Finland aan de Russische tsaar afstaan.
In chronologische volgorde:
- Russisch-Zweedse Oorlog (1656-1658)
- Russisch-Zweedse Oorlog (1741-1743)
- Russisch-Zweedse Oorlog (1788-1790)

Zweeds-Novgorodische Oorlogen · Russisch-Zweedse Oorlog (1496-1499) · Russisch-Zweedse Oorlog (1554-1557) · Lijflandse Oorlog (1558-1583) · Russisch-Zweedse Oorlog (1590-1595) · Ingrische Oorlog (1610-1617) · Russisch-Zweedse Oorlog (1656-1658) · Grote Noordse Oorlog (1700-1721) · Russisch-Zweedse Oorlog (1741-1743) · Russisch-Zweedse Oorlog (1788-1790) · Finse Oorlog (1808-1809)